# Jón Árnason (szachista)
Jón Loftur Árnason (ur. 13 listopada 1960 w Reykjavíku) – islandzki szachista i biznesmen, arcymistrz od 1986 roku.

## Kariera szachowa
Pierwszy międzynarodowy sukces odniósł w 1977 r., zdobywając w Cagnes-sur-Mer tytuł mistrza świata juniorów do 16 lat, wyprzedzając m.in. Garriego Kasparowa. W tym samym roku zdobył również złoty medal na mistrzostwach Islandii. W latach 1982 i 1988 jeszcze dwukrotnie zwyciężał w turniejach o mistrzostwo kraju. W 1985 r. zwyciężył w Húsavík, w 1986 r. zwyciężył w Płowdiwie oraz podzielił I miejsce w Helsinkach. Dwukrotnie zwyciężał w turniejach Reykjavík Open, w 1988 r. samodzielnie, natomiast w 1990 r. wspólnie z m.in. Lwem Poługajewskim, Rafaelem Waganjanem i Yasserem Seirawanem.
W latach 1978–1994 dziewięciokrotnie reprezentował barwy Islandii na szachowych olimpiadach, trzykrotnie zajmując wraz z drużyną miejsca w pierwszej dziesiątce (1986 - V, 1990 - VIII, 1992 - VI). Był również uczestnikiem drużynowych mistrzostw Europy (1992) oraz świata (1993).
W 1996 r. zakończył karierę szachową i poświęcił się karierze biznesowej. Ukończył studia na Uniwersytecie Islandzkim i w kolejnych latach osiągnął znaczne sukcesy w branży finansowej. W szachowych turniejach występuje bardzo rzadko.
Najwyższy ranking w karierze osiągnął 1 lipca 1987 r., z wynikiem 2555 punktów dzielił wówczas 42-48. miejsce na światowej liście FIDE, jednocześnie zajmując 1. miejsce wśród islandzkich szachistów.